# Distrikt El Tambo
Der Distrikt El Tambo liegt in der Provinz Huancayo der Region Junín im zentralen Westen Perus. Der Distrikt wurde am 13. November 1943 gegründet. Er hat eine Fläche von 166 km². Beim Zensus 2017 lebten 169.039 Einwohner im Distrikt. Im Jahr 1993 betrug die Einwohnerzahl 112.284, im Jahr 2007 146.847. Verwaltungssitz ist die gleichnamige 3260 m hoch gelegene Stadt El Tambo, in der etwa 95 Prozent der Bevölkerung wohnt.

## Geographische Lage
Der Distrikt El Tambo befindet sich im Norden des Ballungsraums der Provinz- und Regionshauptstadt Huancayo und grenzt im Süden an die Stadt und den Distrikt Huancayo. Der Río Shullcas verläuft zwischen den beiden Distrikten. Der Distrikt El Tambo besitzt eine maximale Längsausdehnung in SW-NO-Richtung von etwa 28 km. Der Río Mantaro fließt entlang der westlichen Distriktgrenze nach Süden. Der Distrikt reicht im Nordosten bis zur 5557 m hohen Cordillera Huaytapallana, einem Gebirgsmassiv der peruanischen Zentralkordillere. Der Distrikt grenzt im Nordwesten an die Distrikte San Agustín de Cajas, Hualhuas und Saño, im Norden an den Distrikt Quilcas und im Nordosten an die Distrikte Comas (Provinz Concepción) und Pariahuanca. Im äußersten Westen liegen die Nachbardistrikte Huamancaca Chico (Provinz Chupaca) und Pilcomayo.